# The 24th
The 24th är Rasmus Kellermans debutalbum under eget namn, utgivet 2010 på Startracks. Skivan finns i formaten CD och LP såväl som i nedladdningsbar version.

## Låtlista
Alla låtar är skrivna av Rasmus Kellerman.
1. "The 24th" - 3:43
2. "The Greatness & Me" - 3:09
3. "Five Years from Now" - 3:25
4. "Woodlands" - 3:22
5. "Something to Build Upon" - 3:22
6. "By the Chestnut Tree" - 4:02
7. "Talk of the Town" - 3:42
8. "Where Do You Go at Night" - 3:15
9. "A House By the Ocean" - 3:12
10. "Parting Wishes" - 3:50
11. "Now Hush" - 3:29

## Personal
Siffrorna inom parentes indikerar låtnummer.
- Rolf Klinth - bas (1, 4, 6, 8, 11), lap steel (9), producent
- Thomas Hedlund - trummor (1, 4, 6, 8, 11)
- Mathias Johansson - gitarr (2)
- Samuel Starck - piano (2, 6)
- Hanna Ekström - violin (8), viola (8)
- Anna Dager - cello (8)
- Rasmus Kellerman - gitarr, sång, piano (3)
- Björn Engelmann - mastering
- Michael Ilbert - mixning
- Andreas M. Wiese - målning

## Mottagande
The 24th fick ett blandat mottagande och snittar på 3,3/5 på Kritiker.se, baserat på 18 recensioner. Bland de positiva recensionerna märks Corren (4/5), Dagens skiva (7/10), Värmlands Folkblad (4/5) och Zero (9/10). Bland de negativa märks Arbetarbladet (2/5) och Upsala Nya Tidning (2/5).